# Jeziernik (powiat Nowodworski)
Jeziernik (Duits: Schönsee) is een plaats in het Poolse district  Nowodworski (Pommeren), woiwodschap Pommeren. De plaats maakt deel uit van de gemeente Ostaszewo en telt 306 inwoners.